# Дасиншань
Дасинша́нь сы (кит. трад. 大興善寺, упр. 大兴善寺, пиньинь Dàxìngshànsì, «Монастырь прибывающего блага») — один из старейших буддийских монастырей Китая. Находится в микрорайоне Сяочжай района Яньта г. Сиань, провинция Шэньси.

## История
Монастырь был основан в 268 г. (второй год династии Западная Цзинь) при императоре У-ди под названием Цзуншань. Во времена династии Суй был перестроен, получил своё теперешнее имя и постепенно превратился в центр целой сети из 45 буддийских монастырей, основанных первым императором династии Ян Цзянем. В эпохи Суй и Тан являлся одним из главных центров распространения в Китае учения индийского тантрического буддизма Ми-цзун (Чжэньянь), в монастыре жили и работали индийские монахи, в том числе Амогхаваджра (китайское имя Бу Кун), осуществивший в VIII в. перевод с санскрита на китайский язык многочисленных ваджраянистских сутр и собиравший под своим началом в Дасиншане наиболее талантливых буддийских подвижников со всех уголков Китая. Однако в последующие времена монастырь своё былое влияние утратил. Во время гонений на буддистов в 841—845 гг. значительная часть зданий монастыря была разрушена. Заново отстроен только в 1785 г. при династии Мин.
Между 1955 и 1983 гг. монастырь был значительно реконструирован. Множество строений, в том числе 7 крупных залов и павильонов, барабанная и колокольная башни — отремонтированы либо отстроены заново. Работают буддийская гостиница, вегетарианская столовая и чайная. Ворота монастыря выходят на улицу, носящую его имя, к монастырю примыкает больница с тем же названием.
В монастыре есть деревянная статуя Будды Майтрейи, возможно, относящаяся к эпохе Сун, а также галерея видений буддийского ада. В наши дни в Дасиншане находится штаб-квартира Ассоциации буддистов Сианя.